# Neocollettia wallichii
Neocollettia wallichii är en ärtväxtart som först beskrevs av Wilhelm Sulpiz Kurz, och fick sitt nu gällande namn av Anton Karl Schindler. Neocollettia wallichii ingår i släktet Neocollettia och familjen ärtväxter. Inga underarter finns listade i Catalogue of Life.